# Barnea parva
Barnea parva är en musselart som beskrevs av Thomas Pennant 1777. Barnea parva ingår i släktet Barnea och familjen borrmusslor. Inga underarter finns listade i Catalogue of Life.